# 寅保
寅保（？—1773年），字東賓，号芝圃，一号虎侯，又号桐封，室名秀鍾堂，唐氏，内务府汉军正白旗人。乾隆辛酉举人，戊辰进士。

## 生平
由翰林院庶吉士历任翰林院编修，内务府郎中，杭州织造，安徽廬鳳道，税务管理等。著有《秀鍾堂詩鈔》。
曾任内务府正黄旗包衣第五叅领第一旗鼓佐领（卒于任，载《钦定八旗通志》）。

## 家庭成员
- 父唐英，内务府员外郎，廣東粵海關監督；
- 兄庚保，乾隆戊午科举人。文保，其子唐凌雲。
- 姊唐佳氏，嫁头等侍卫宗室永晉（父已革泰郡王弘春，祖父恂勤郡王允禵即康熙帝第十四子）。
- 子唐釗。
- 子書鲁，妻王氏。孙女唐氏，嫁正白旗满洲、道光己丑进士、体仁阁大学士文恪公全慶（父嘉庆乙丑进士、兵部尚书恭勤公那清安）。